# 冒牌天神2
《冒牌天神2》（英語：Evan Almighty）是一部於2007年上映的美國奇幻喜劇電影，為《王牌天神》（2003年）的獨立續集。史蒂夫·歐迪克爾克編劇，湯姆·薛迪亞克執導。根據史蒂夫·克倫和馬克·歐基夫於原創電影中創作的角色故事改編。史提夫·卡爾、摩根·費里曼、勞倫·格雷厄姆及約翰·古德曼主演。
電影的製作始於2006年1月。幾家視覺效果公司為眾多動物和片尾的洪水場景製作CGI。電影完成製作時，其已成為當時製片費用最昂貴的喜劇電影；該紀錄後來被《MIB星際戰警3》所超越。2007年10月，發布電影的DVD和HD DVD版本。
《王牌天神續集》於全球的總票房低於其製片預算1.75億美元，並收穫普遍的負面評價。值得注意的是，於電影中使用的動物大多受到不佳的待遇，但環球影業強調給予動物的條件是在可接受的範圍內。電影裡也因為涉及宗教的刻畫引發爭議。

## 劇情
原本是電視新聞主播的埃文·貝斯特（Evan Baxter，史提夫·加維飾演，出現在《王牌天神》中的主播）以「改變世界」為口號，當選紐約州聯邦眾議員；他對事業充滿熱情，極為注重儀表，但對小動物和環境卻缺乏愛心。為了到美國國會履任，他帶著妻子瓊安（Joan）和三個孩子離開舊居布法羅，搬到華盛頓近郊的維吉尼亞州名望山社區（Prestige Crest）。當他雄心勃勃地上任，立即受到資深眾議員恰克·隆恩（Chuck Long）的勸說，連署支持後者起草的土地使用權法案；埃文受寵若驚，很快地答應了。
埃文認真工作，卻因此疏於與三個孩子相處；瓊安勸他向上帝禱告，使一家人更加親近，同時達成他改變世界的夢想。埃文雖對上帝缺乏信心，但仍照著瓊安的建議姑且一試；隔天起，他就接連遇到怪事，如貨運公司莫名其妙的向他送來「歌斐木」（聖經中建造諾亞方舟的木材），隨後上帝出現，並告訴他洪水即將來臨，讓他建造一艘方舟。埃文起初不肯放下國會的工作去建造方舟，但各種動物開始亦步亦趨地跟隨著他，同時，他的頭臉上開始長出理也理不掉的長髮長鬚，還被迫穿上件藏也藏不住的古代長袍，埃文從此無法照常到國會工作，只得從命，開始依古法建造方舟；瓊安以為他遇到了中年危機，但埃文和孩子們卻通過一起動手造方舟，重拾了親子相處的樂趣。一天，上帝通過電視上的天氣預報告訴埃文，9月22日中午出現將出現一場大洪水，這使他堅信必須在那之前造好方舟，才能保全家人和鄰居的性命。

埃文和上帝坐在未完工的方舟上

幾天後，當隆恩擔任眾議院委員會主席，要向委員會介紹他的土地使用權草案及連署議員時；卻因為埃文以貌似挪亞的樣子出現，使他面目無光。埃文因此被眾議院停職，並成為新聞媒體和街坊的笑柄；對埃文失望透頂的瓊安留下他獨自建造方舟，帶著三個孩子回娘家去了。直到一段時間後，上帝化身為服務生出現在瓊安面前，向她講述了上帝是用「機遇」（例如使家人更加親近的機會），而非「神蹟」（例如憑空生出親近感）來回應禱告；瓊安突然醒悟，帶著三個孩子回到丈夫身邊，與他一起建造方舟。
當埃文一家在各種動物的協力下趕造方舟之際，埃文國會辦公室的職員過來告訴他，隆恩通過在名望山附近山區一座大壩工程中偷工減料，賺取了大筆不法利益，並企圖通過土地使用權法案，進一步染指其他國家公園用地，而法案表決的日期就定在9月22日。9月22日當天，豔陽高照；埃文將數百對動物裝上船，並盡力勸說眾人登船避難，但大家只是嘲笑他。這時，隆恩帶著警察和拆除方舟的法院命令來到現場；埃文拒絕對隆恩認錯，反而要他為自己過犯的悔改，隆恩悻悻然離去。
正當隆恩帶來的警察要執行拆船命令時，隆恩建造的大壩突然崩塌了，洪水傾瀉而下；原本對埃文嗤之以鼻的圍觀群眾紛紛隨埃文一家逃上方舟。洪水帶著滿載動物和人們的方舟冲向華盛頓，直到撞上國會山莊；這時，隆恩正要開始法案的表決。隨著大壩崩塌事件，隆恩過去的不法行為和推動立法的真實企圖曝光；埃文也因為拯救了無數的動物和人命而恢復了名譽。
事後，埃文履行對孩子們的承諾，全家一起去郊遊；這時上帝再次出現，告訴他要改變世界，其實只需要從「隨手做點好事」（英語：Acts of Random Kindness，縮寫恰為“ARK”，即方舟的英文單詞）做起。
影片最後，上帝更是在已有的十誡之外，追加頒布第十一誡——汝將跳舞，全體演員一起隨著音樂起舞。

## 演員表
| 演員                                  | 角色                          | 備註         |
| ------------------------------------- | ----------------------------- | ------------ |
| 史提夫·加維 Steve Carell              | 埃文·貝斯特 Evan Baxter       | 新科國會議員 |
| 摩根·費里曼 Morgan Freeman            | 上帝 God                      |              |
| 蘿倫·葛拉漢 Lauren Graham             | 瓊·貝斯特 Joan Baxter         | 埃文妻子     |
| 約翰·古德曼 John Goodman              | 隆格 Congressman Long         | 老牌國會議員 |
| 汪黛·塞克絲 Wanda Sykes               | 麗塔 Rita                     | 埃文助理     |
| 約翰·麥可·希金斯 John Michael Higgins | 馬提 Marty                    | 埃文助理     |
| 喬納·希爾 Jonah Hill                  | 尤金·泰納柏 Eugene Tenanbaum  | 埃文助理     |
| 吉米·班奈特 Jimmy Bennett             | 萊恩·貝斯特 Ryan Baxter       | 埃文兒子     |
| 葛拉漢·菲利浦斯 Graham Phillips       | 喬登·貝斯特 Jordan Baxter     | 埃文兒子     |
| 強尼·西蒙 Johnny Simmons              | 戴倫·貝斯特 Dylan Baxter      | 埃文兒子     |
| 理查·哈里斯 Rachael Harris            | 馬奇·帕金頓 Markie Parkington |              |
| 摩利·蘇恩 Molly Shannon               | real estate agent Eve Adams   |              |
| 艾德·赫姆斯 Ed Helms                  | 艾德·卡森 Ed Carson           | 記者         |
| Maile Flanagan                        | Mail-lady                     |              |
| 喬恩·史都華                           | Himself                       |              |
| Catherine Bell                        | Susan Ortega (uncredited)     |              |

主演《王牌天神》的金·凱瑞及並未出演此續作，金·凱瑞表示自己不希望將同樣的人物演兩次。

## 拍攝

### 電影劇本
由Bobby Florsheim和Josh Stolberg編寫的電影劇本最初的標題叫「方舟的激情」（The Passion of the Ark）2004年4月，Seven-studio將劇本以250萬美元的天價賣給新力公司，創下劇本的最高紀錄。環球影片公司立即加入，決定與新力一起合拍。並讓Steve Oedekerk、Steve Koren和Mark O'Keefe一起將劇本改寫為《衰鬼上帝》的形式。劇組完全拋棄了原始劇本，而且電影最後的字幕中也只有Steve Oedekerk的名字。劇組還邀請占·基利再度出演Bruce這個角色，但遭到拒絕，隨後，導演便決定啟動史提夫·卡爾做主演。

### 預算
電影的最初預算是1億4,000萬美元，這已經使該片成為歷來喜劇電影成本之最。後來新增加的場景搭建，特效等問題將成本增加至1億7500萬美元。高額的成本使原片商索尼公司不得不放棄，並交給環球影片。部分預算被用來支付卡爾的出演費，據稱他一共獲得了500萬美元的演出費。由於電影大部分場景都拍攝於維吉尼亞，傳播媒體估計拍攝作業給當地帶來了2,000萬至2,500萬的收入。

### 方舟的設計和建造

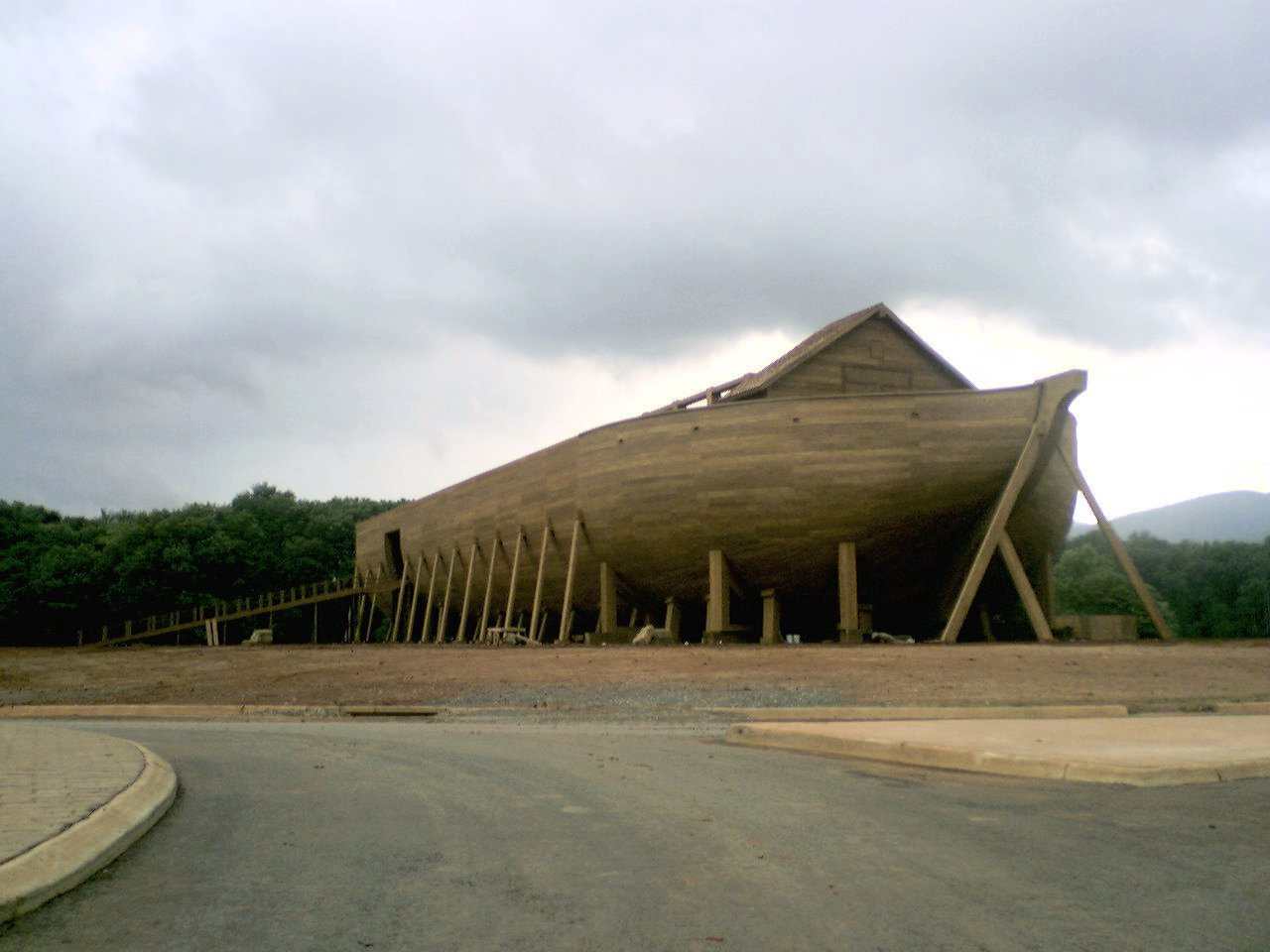
埃文的方舟

方舟的建造早在2006年1月就開始了，出現方舟的場景都是在Old Trail拍攝的。方舟的尺寸完全符合聖經的記載：450 英尺長，80英尺寬，51英尺高。方舟的設計圖也參考了幾本劇務人員兒時讀過的兒童讀物。劇組拍攝完方舟某個特定時期的外形，或到其他外景地拍攝時，工作人員才能繼續建造方舟。他們還為方舟造了一個混凝土基座，電影拍攝完成之後，拆除方舟和基座各花費了一個星期。

### 服裝和拍攝場地
為了表現埃文每日都在瘋狂生長的頭髮和鬍鬚，三個化妝師每天都要耗費三個小時，使用一種特別的粘合劑來粘接假鬍鬚，而埃文的假髮則是單獨定制的，這種假髮是由人髮和犛牛毛混合製成的。由於埃文的特殊造型，在電影中，他也被大家戲稱為「山洞野人」、「Metrosexual」、「Unabomber」。關於埃文的服裝，設計人員參考了許多介紹諾亞那個時代的歷史資料，讓技術人員使用舊的纖維製作了這件「古董級」服裝。
電影的外景地選擇了維吉尼亞的多個地方，包括Crozet、 韋恩斯伯勒、里士满、 夏律第鎮和斯湯頓，還有一些場景拍攝於環球影片位於好萊塢的攝影棚。

## 上映日期
- 俄羅斯，2007年6月21日
- 美國，6月22日
- 英國，8月3日
- 巴西，8月3日
- 法國，8月15日
- 馬來西亞，8月23日
- 香港，8月23日
- 台灣，9月21日

原定於9月在日本上映的計劃被取消。原因是Steve Carell在日本並不出名，而且以往的美國喜劇片在日本票房成績都不理想。

## 原聲帶
原声碟包含以下曲目：
1. "Ready For A Miracle" (LeAnn Rimes)
2. "One Love" (Jo Dee Messina)
3. "Have You Ever Seen The Rain" (John Fogerty)
4. "Walk On Water" (Blue County)
5. "Spirit in the Sky" (Plumb)
6. "The Power Of One" (Bombshel)
7. "Be the Miracle" (Room for Two)
8. "God Makes Stars" (Hal Ketchum)
9. "This Land Is Your Land" (The Mike Curb Congregation)
10. "Never Give Up" (Tracy Edmond)
11. "Revolution" (Blue County)
12. "Revolution" (Stone Temple Pilots)
13. "Sharp Dressed Man" (Jo Dee Messina)
14. "Sharp Dressed Man" (ZZ Top)
15. "Gonna Make You Sweat (Everybody Dance Now)" (C+C Music Factory)
16. "Have You Ever Seen The Rain" (Creedence Clearwater Revival)

## 反響

### 專業評價
爛番茄新鮮度23%，基於194條評論，平均分為4.5/10，而在Metacritic上得到37分，IMDB上得5.4分，評價兩極。

### 爭議
馬來西亞穆斯林信徒協會(PPIM)發起了抵制電影的行動，秘書長Maamor Osman說，電影將大洪水描述成一場喜劇，還把上帝附以人類的形象，這都是在侮辱穆斯林。《冒牌天神》當年就被禁播，但後來在該地區發行了DVD。《冒牌天神2》已於2007年8月23日在馬來西亞上映。

## 外部連結
- 官方網站 （页面存档备份，存于）
- 互联网电影数据库（IMDb）上《冒牌天神2》的资料（英文）
- 爛番茄上《冒牌天神2》的資料（英文）
- 豆瓣电影上《冒牌天神2》的資料 （简体中文）
- AllMovie上《冒牌天神2》的资料（英文）
- Box Office Mojo上《冒牌天神2》的資料（英文）
- Metacritic上《冒牌天神2》的資料（英文）